# 젊음의 샘

루카스 크라나흐가 그린 젊음의 샘 (1546년작)

젊음의 샘(Fountain of Youth)은 샘물을 마시거나 물에 몸에 담근 이들의 젊음을 되찾아준다고 하는 전설 속의 샘이다. 이런 샘 같은 전설들은 헤로도토스의 기록들 (기원전 5세기), 알렉산더 로맨스 (서기 3세기), 프레스터 존의 이야기 (십자군 시대 초기, 11/12세기) 등에 등장하며, 수 천 년 동안 전세계 곳곳에 있었다. 또한 유사한 물에 대한 이야기가 비미니섬의 신비의 땅에 몸을 고쳐주는 물에 대해 이야기했던 대항해시대 (16세기 초) 기간 카리브해 지역 사람들 사이에서 유명했다. 이런 많은 전설들을 바탕으로, 탐험가들과 모험가들이 젊음의 샘을 독점 혹은 어떤 이들은 보통 이 신비로운 물과 연관된 노화를 치료하러 찾아나섰다. 이 신비로운 물은 물을 마시거나 물에 몸을 담그면 노화 과정을 되돌리고 병을 치료한다고 전해지는 강, 샘 혹은 또다른 수원일 수도 있다.
이 전설은 초대 푸에르토리코 총독이자 스페인 탐험가 후안 폰세 데 레온의 관심을 사게 된, 16세기 말에 특히나 유명해졌다. 폰세 데 레온은 1513년 플로리다를 갔을 때, 젊음의 샘을 찾고 있던 중이라고 한다. 폰세 데 레온이 원주민들에게 젊음의 샘이 비미니섬에 있었다는 걸 들었다는 전설이 있기도 하다.

## 초기 문헌
헤로도토스는 마크로비아인들의 땅에 마크로비아인들에게 예외적인 장수를 가져다준, 특별한 종류의 물이 있는 샘을 언급한다.
그러자 이크티오파기족은 자신들의 차례에 왕에게 그의 민족들의 수명과 식단에 대해 물었고, 그들 대부분이 120살을 살고, 반면 일부는 그 이상을 산다고 했으며—자신들은 삶은 고기를 먹으며, 우유만을 마신다고 한다는 걸 들었다. 이크티오파기족이 수명에 대해 놀라움을 나타내자, 왕은 이들을 샘으로 데려갔고, 그곳에서 그들은 몸을 씻었는데, 그들은 마치 기름에 몸을 담근 것처럼 자신들의 살결이 광택이나고 부드러워지고 제비꽃의 항기와 같은 것이 샘물에서 나온다는 걸 알게 됐다. 그들이 말하길, 그 물은 몹시도 약해서 그 위로 나무나 그 어떤 가벼운 것, 어느 것도 뜰 수 없다고 하며, 모두 아래로 가라앉는다 했다. 이 샘의 기록이 사실이라면, 그들을 그렇게 오래 살도록 한 것은 그 물에 대한 지속적인 사용 때문일 것이다.

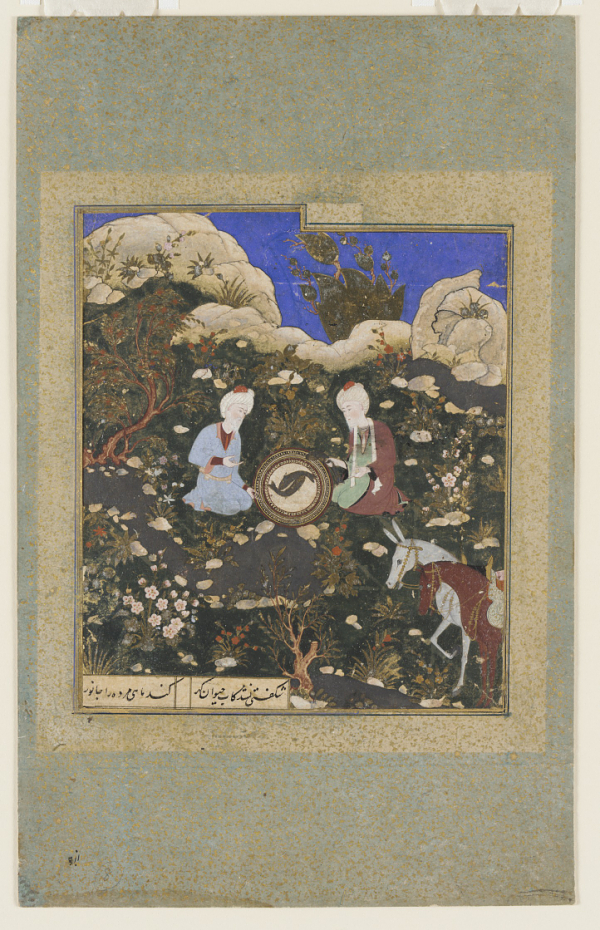
소금에 절인 물고기를 되살리는 생명의 물을 지켜보고 있는 키드르와 알렉산드로스를 묘사한 페르시아 세밀화

"생명의 물"에 대한 이야기가 동방의 알렉산더 로망스에서 등장하며, 여기서 회복력을 지닌 샘물을 찾아 어둠의 땅을 건너는 알렉산드로스 대왕과 그의 종복을 묘사한다. 이 이야기 속에 종복은 꾸란에서도 등장했던 마법사, 알키드르에 대한 중동의 전설에서 전래된 것이었다. 알렉산더 로망스의 아랍어와 알하이아어 버전은 무어인 지배 시기 전후로 스페인에서 매우 인기있었으며, 아메리카 대륙을 항해한 탐험가들도 알고 있었을 것이다. 이 초기 문헌들은 인기있는 중세 판타지 문학 존 맨더빌 경의 여행기에 영감을 주었으며, 이 문학에서도 인도의 폴롬베 (오늘날 콜람) 외곽 산기슭에 젊음의 샘이 있다고 언급한다. 이런 이야기들의 영향으로 인해, 젊음의 샘 전설은 상아로 된 로망스 장면이 있는 관 (월터스 71264)과 몇몇 상아로 된 거울 케이스에 예시로 나타나며, 궁정의 고딕 미술에서 인기가 있었고, 유럽의 대항해시대 내내 그 인기를 유지하였다.

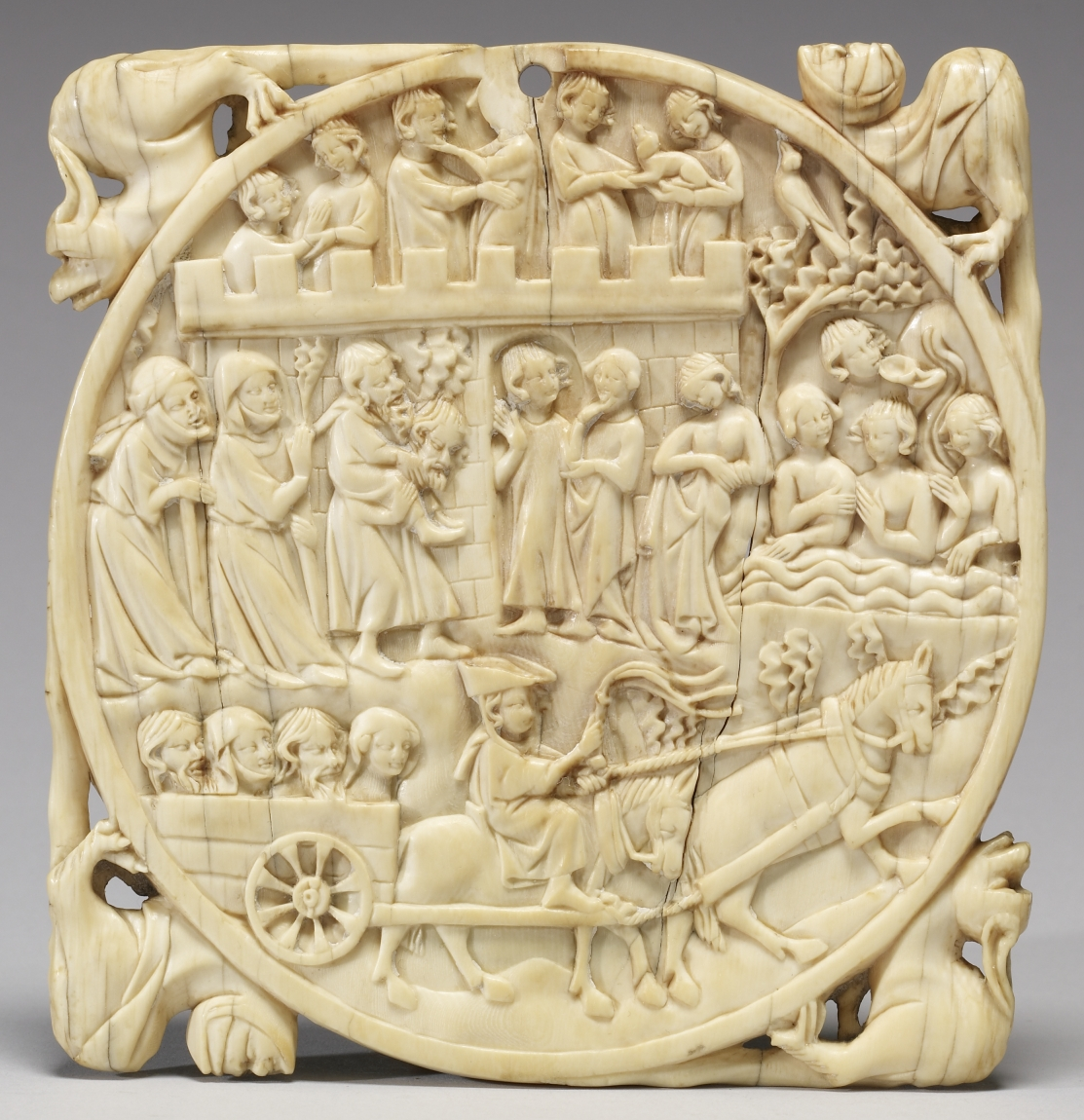
젊음의 샘을 묘사한 14세기 프랑스의 상아로 된 거울 케이스

200년 전의 크라나흐의 그림, 거울 케이스 Fons Juventutis (젊음의 샘)에서 나타나듯이, 유럽의 도상학은 상당히 일관적이었다: 노인들이 종종 실려, 왼편으로 들어가, 옷을 벗고, 공간이 허용한 만큼 큰 웅덩이에 들어갔고 그 웅덩이에 들어간 사람들은 젊고 나체이며, 이들이 떠나고 얼마 안되어, 잘 차려있고 때로는 식사가 포함된, 호화스러운 파티를 즐기는 모습을 보여준다.
그 이야기에 대한 간접적인 출처도 셀 수 없이 많다. 불로장생은 신화와 전설에서 흔히 추구되던 능력이며, 현자의 돌, 만병통치약, 엘릭서 같은 이야기들은 유라시아 전역과 그 어느 곳에서도 흔했다.
추가적인 영감은 요한의 복음서에서 나온 중풍 환자를 치료했던 베데스다 못에서 온 것일 것이다. 요한의 복음서 5장:2–4절Template:Bibleverse with invalid book의 가능한 해석에서, 베데스다 못은 주기적으로 천사가 휘저었고, 그 못의 물에 처음 발 디딘 사람은 무엇으로 인해 고통받던간에 치료가 될 것이라 전해진다.

## 비미니섬
전설에 의하면, 한 스페인이 히스파니올라, 쿠바, 푸에르토리코의 아라와크족들한테 비미니섬에 듣게 되었다. 카리브해 제도 사람들은 부유하고 번영한 땅이며, 전설의 샘에 대한 전설과 합쳐지게된, 신화 속의 땅 베이메니 (Beimeni) 혹은 베니니 (Beniny) (최종적으로 비미니가 됨)에 대해 묘사했다. 이 당시에 폰세 데 레온은 그 땅이 바하마 제도 (폰세의 탐험 때는 la Vieja이라고 불림) 쪽으로 북서쪽에 있을 거라 생각했다. 원주민들은 아마 마야인들이 차지한 지역을 나타냈을 것이다. 후안 데 솔리스의 항해 자료는 이 지역이 온두라스만에 있다고 했지만, 이 지역은 솔리스가 언급했던 보인카 또는 보유카와 혼동됐다. 전설상의 젊음의 샘이 본래 있던 곳은 비미니섬보다는 이 보니카라는 곳이었다. 쿠바의 아라와크족 족장 세케네는 알려진 바에 의하면, 비미니섬과 비미니섬의 치유의 물에 대한 유혹을 참을 수 없었다고 한다. 그는 모험가들로 이뤄진 무리를 모아 북쪽으로 항해했으나 결코 돌아오지 못했다고 한다.
북 비미니의 해안선 6km를 차지한 바닷물 망그로브 습지에서 동굴에 자리잡은 치료의 웅덩이 (The Healing Hole)가 발견되었다. 조수가 나가는 동안에, 이 터널은 차갑고, 광물질을 품은 신성한 물을 웅덩이로 퍼올린다. 이 우물은 수 천 년 전에 지하수가 석회석을 깎았기 때문에, 특히 칼슘과 마그네슘이 풍부하다. 수명과 건강 회복을 향상 하는 것으로 알려진 마그네슘은 이 해수에 많은 함량을 차지하고 있다. 카리브해 토착민들 사이에서 치료의 물에 대한 전설이 만연했는가 안 했는 가에 대해선 알려진 것이 없지만, 이탈리아 출신 연대기작가 피터 마터는 고대와 중세 유럽의 사료들을 1516년 교황에게 보내는 편지 속 1514년 후안 디아스 데 솔리스의 항해에 대한 기록에 첨부했으며, 그럼에도 그는 그 이야기들을 믿지 않았고 다른 많은 이들이 그랬던 것처럼 놀라워했다.

## 폰세 데 레온

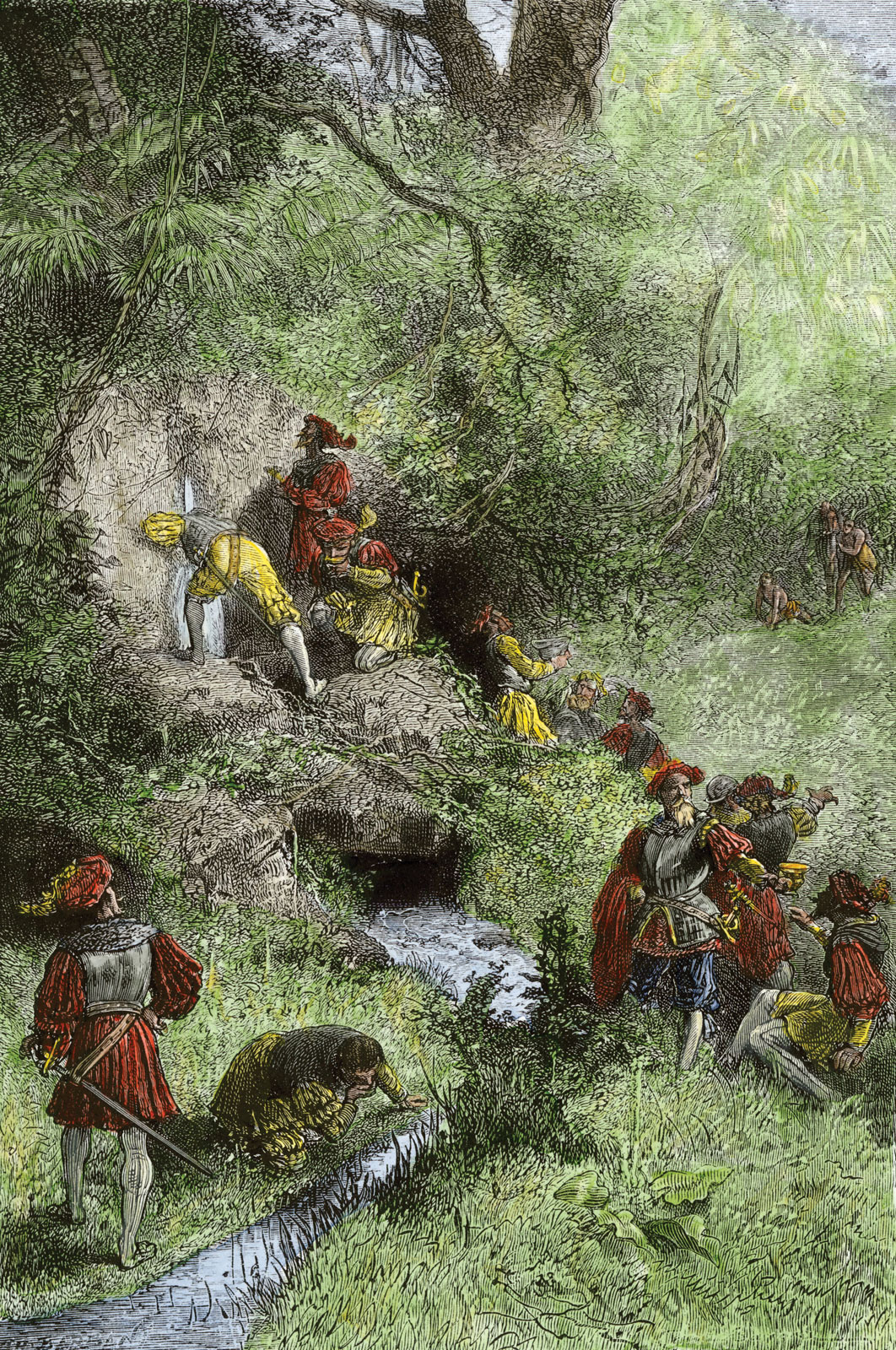
젊음의 샘을 찾는 동안에 플로리다의 샘물을 마시고 있는 후안 폰세 데 레온과 그의 동료들에 대한 19세기 독일 예술가의 인쇄물

16세기에 젊음의 샘에 대한 이야기가 콩키스타도르 후안 폰세 데 레온의 생애에 더해졌다. 왕실의 인가에 따라, 폰세 데 레온은   베니니 땅을 발견할 것을 명받았다. 비록 원주민들은 아마 유카탄의 마야인들의 땅을 묘사한 것이었지만, 보인카의 젊음의 샘에 대한 전설과 함께 그 명칭은 대신에 바하마 제도와 연관되었다. 그럼에도, 폰세 데 레온은 그의 항해 기간 내내 어떠한 기록에 샘에 대해 언급하지 않았다.
젊음의 샘과 폰세 데 레온의 연관은 곤살로 페르난데스 데 오비에도 이 발데스의 1535년 Historia general y natural de las Indias에서 이뤄졌는데, 거기서 그는 폰세 데 레온이 젊음을 되찾기 위해 비미니의 물을 찾아다녔다고 기록했다. 일부 연구가들은 오비에도의 기록이 스페인 왕실의 호의를 이끌어내기 위해 정치적으로 영감을 받은 것일 수도 있다고 주장하였다. 유사한 기록이 프란치스코 로페스 데 고마라의 1551년 Historia general de las Indias에서 등장하기도 했다. 1575년 에르난도 데스칼란테 폰타네다의 회고록에서, 저자는 플로리다에 회복의 물이 있다 했고 그곳에서 데 레온이 그 물을 찾았다고 언급했으며, 그의 기록은 안토니오 데 에레라 이 토르데시야스의 신세계의 폰세 데 레온의 신뢰할 수 없는 역사에 영향을 주었다. 폰타네다는 소년 시절에 플로리다에서 배가 침몰한 후 인디언의 포로로 17년을 보냈었다. 회고록에서, 그는 자신이 "요르단강"이라 부르던, 사라진 강의 치유의 물에 대해 언급했고 그것을 데 레온이 찾던 것이라 가리켰다. 그러나, 폰타네다는 그가 말했던 이야기에 자신이 회의적이었음을 확실히 했고 레온이 플로리다에 왔을 때 전설 속의 샘물을 실제로 찾으려 했는지에 대해선 믿지 않는다고 말했다.
에레라는 자신의 Historia general de los hechos de los Castellanos en las islas y tierra firme del Mar Oceano에 포함된 폰타네다의 이야기를 낭만적으로 묘사한 서적에서 그 연결성을 명확히 했다. 에레라는 토착 카시케들이 정기적으로 샘을 방문한다고 하였다. 연약한 노인이 너무나 완전히 회복되어 "모든 강인한 운동을 다시하고 … 새로운 아내를 맞아 더 많은 아이를 낳는 것이 가능해졌다."라고 하였다. 에레라는 스페인인들이 그 전설상의 샘을 찾아 플로리다에 따라 있는 모든 "강, 개울, 석호 혹은 못" 들을 찾는 데 실패했다고 덧붙였다.

## 젊음의 샘 고고학 공원

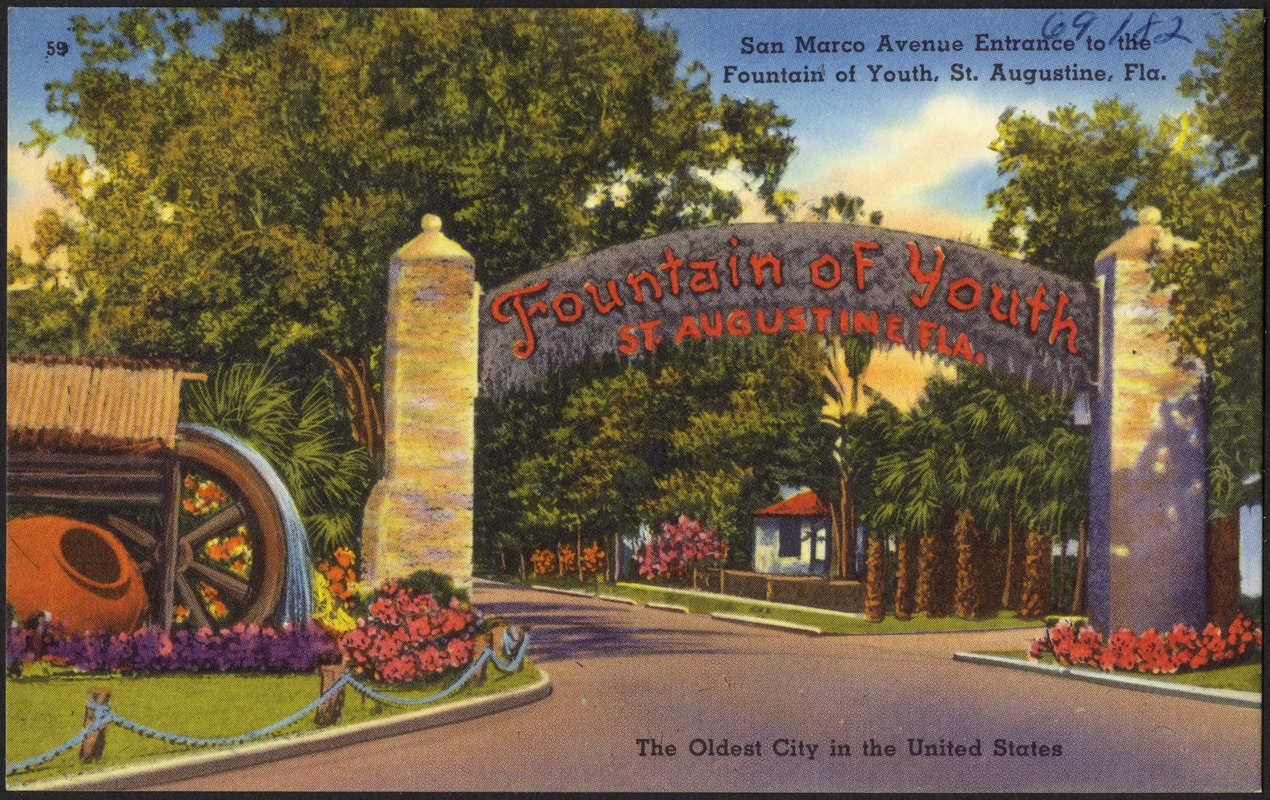
세인트오거스틴의 젊음의 샘 고고학 공원 엽서

플로리다주 세인트오거스틴시는 증거는 없지만 광고지에 의하면 폰세 데 레온이 상륙했었던 곳이라 알려진 지점을 기념해 지어진, 젊음의 샘 고고학 공원이 있는 곳이다. 이곳에는 1860년대만큼이나 일찍이 어트랙션으로 사용된 소유물들이 존재하며, 현재 형태의 관광지는 1904년에 루엘라 데이 매코넬 (Luella Day McConnell)이 기획한 것이다. 시카고에서 의사로서 업무를 포기하고 1890년대 클론다이크 골드러시 기간 유콘에 갔었던 그녀는 현금과 다이아몬드로 영국인 원예사 헨리 H. 윌리엄스에게 공원의 부지를 사들였는데, 이로 인해 그녀는 세인트오거스틴에서  "다이아몬드 릴"이라 알려지게 됐다.
1909년 무렵에 그녀는 고고학 공원을 홍보하고 입장료를 부과하며, 우편과, 1875년에 윌리엄스가 필립 고메즈 (Philip Gomez)와 필립 카포 (Philip Capo)를 시켜 판 우물의 물을 팔기 시작했다. 매코넬은 이후에 패각암으로 만든 커다란 십자가를 공원 주변에서 발견했다고 하며, 이 십자가가 폰세 데 레온 그가 직접 그곳에 두었던 것이라 주장했다. 그녀는 1927년에 차량사고로 사망할 때까지 세인트오거스틴의 주민들과 관광객들을 즐겁고 놀랍게하는 이야기들을 계속해서 만들어냈다.
매코넬의 관광지를 관리했었던 조지아주 출신의 이주민 월터 B. 프레이저는 공원을 사들여 플로리다주의 가장 성공적인 관광지 중 하나로 만들어냈다. . 젊음의 샘 공원 지역에서 첫 고고학 발굴은 1935년에 스미스소니언 협회가 진행했다. 이때의 발굴에서 기독교화된 많은 티무쿠아족의 무덤들이 발견됐다. 이때 발견된 무덤들은 공원을 미국 최초의 기독교 포교 장소임을 암시했다. 놈브레 데 디오스라는 선교 조직이 1587년 프란치스코 수도회내에서 시작됐다. 지난 수십 년 간, 이 공원이 북미 대륙에서 가장 오랫동안 지속적으로 사람이 거주해온 유럽의 정착지인 페드로 메네데스 데 아빌레스의 1565년 세인트오거스틴의 정착지라는 것을 분별하는 유물들이 발견되어 왔다. 공원은 현재 세인트오거스틴의 티무쿠아족과 스페인 시절 유산을 기념하여 원주민들과 식민지 시대의 유물들을 전시하고 있다.

## 같이 보기
- 불로장생
- 엘릭서
- 현자의 돌